# Rhabdotorrhinus corrugatus
Rhabdotorrhinus corrugatus е вид птица от семейство Носорогови птици (Bucerotidae). Видът е почти застрашен от изчезване.

## Разпространение
Разпространен е в Бруней, Индонезия, Малайзия и Тайланд.